# Suibne
Suibne mac Colmáin ['suvʴnʴe mak 'kolmaːnʴ], auch Suibhne Geilt oder Suibhne Gelt („Suibne der Verrückte“), ist der Name eines mythischen Königs von Dál nAraide (in Ulster im NO von Irland). Er ist die Hauptperson der Erzählung Buile Suibne („Suibnes Wahnsinn“) im Historischen Zyklus der keltischen Mythologie Irlands.

## Mythologie
Weil Suibne aus Zorn über das Glockengeläut einen Mönch im Kloster des Heiligen Rónán mit dem Speer tötet und den Heiligen verletzt, wird er von diesem verflucht. In der Cath Maige Rátha („Die Schlacht von Mag Ráth“ im Jahre 637) verliert er daraufhin den Verstand und flieht in die Wälder. Doch berühren seine Füße bald nicht mehr den Boden und er fliegt von Baumwipfel zu Baumwipfel. In den kurzen Rastpausen singt er Gedichte, die von Birkhan zu den schönsten Beispielen irischer Naturpoesie gezählt werden. Als er nach Jahren in einem Kloster Ruhe finden will, wird er von einem eifersüchtigen Hirten erschlagen.
Suibne mac Colmáin ['suvʴnʴe mak 'kolmaːnʴ] war von 587 bis 600 ein König von Uisnech in der Provinz Mide. Der Religionswissenschaftler Bernhard Maier setzt ihn mit dem obengenannten Suibne gleich und bezweifelt deshalb seine historische Existenz.